# Wincenty Jabłoński (botanik)

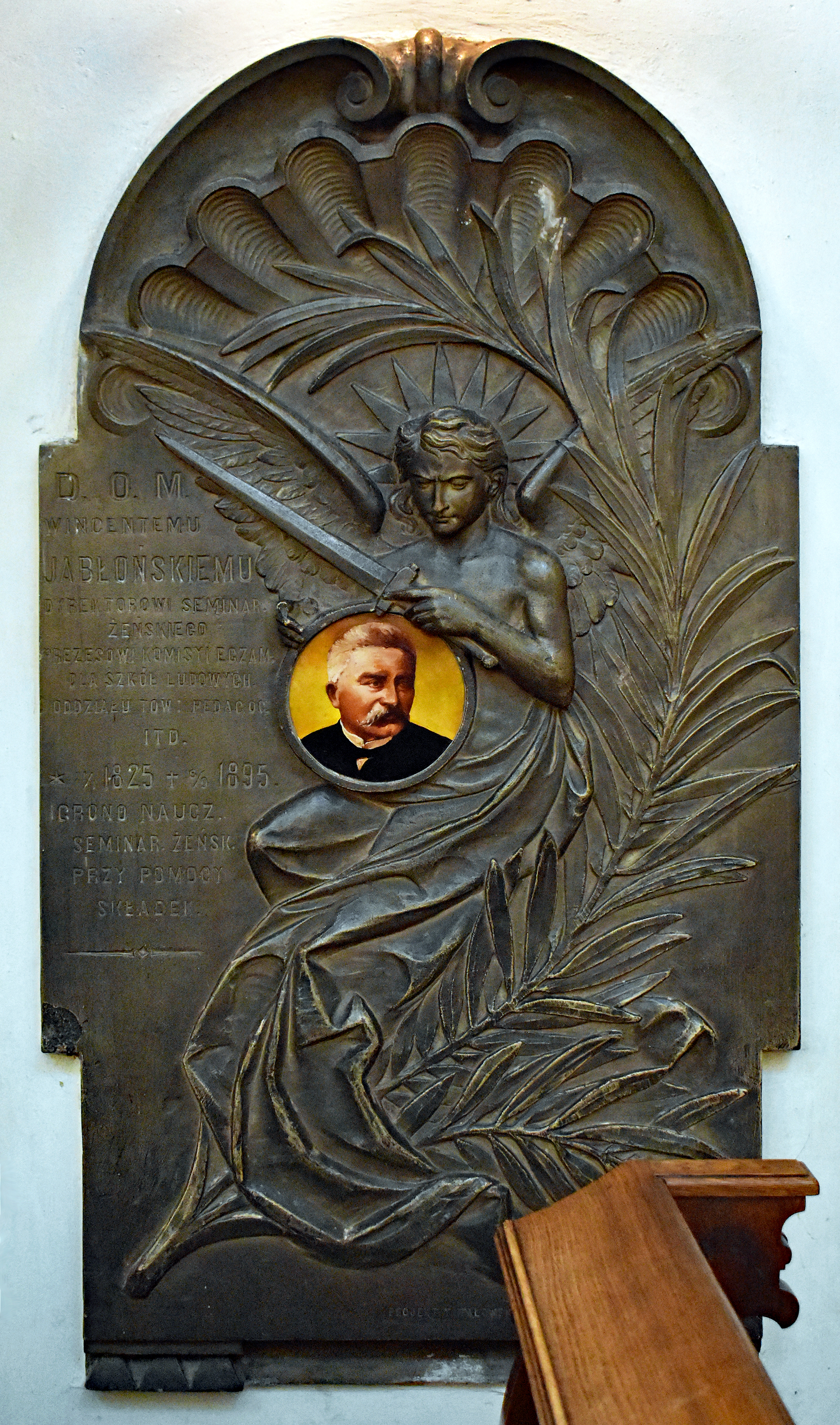
Epitafium Wincentego Jabłońskiego.

Wincenty Jabłoński (ur. 21 stycznia 1824 w Czerwonej Woli, zm. 5 września 1895 w Krakowie) – polski botanik i entomolog.
Gimnazjum we Lwowie ukończył w roku 1841 po czym podjął naukę na Uniwersytecie Lwowskim, gdzie w latach 1844-46 studiował filozofię oraz prawo.
W latach 1846-51 pracował jako nauczyciel prywaty, następnie w latach 1846-71 już po złożeniu państwowego egzaminu podjął pracę w Gimnazjum św. Anny w Krakowie. Lata 1871-95 to okres, w którym został dyrektorem Seminarium nauczania żeńskiego w Krakowie, oraz w latach 1879-84 był równocześnie dyrektorem Seminarium męskiego w Krakowie. Niezależnie od okresu nauczania jako pedagog szkolony w latach 1866-95 zajmował się naukowo działalnością z dziedzin botanicznych i entomologicznych. Od roku 1866 został członkiem Komisji Fizjograficznej Towarzystwa Naukowego Krakowskiego w sekcji botanicznej i zoologicznej (w tej ostatniej w latach 1868 i 1871 przewodniczył). Wzbogacał zbiory o nowe okazy z okolic Krzeszowic oraz Łańcuta. 
Wspólnie z innymi naukowcami (Ignacy Rafał Czerwiakowski, Antoni Rehman) zebrał z górzystych okolic Czornohory oraz z okolic wsi Burkut ponad 150  gatunków roślin kwiatowych. 
W 1881 roku odznaczony Orderem Franciszka Józefa.

## Upamiętnienie
W czerwcu 1896 roku w kościele oo. Kapucynów w Krakowie odsłonięto tablicę pamiątkową projektu Teodora Talowskiego a wykonaną przez Michała Korpala. Przedstawiała ona anioła śmierci trzymającego portret Wincentego Jabłońskiego namalowany na blasze miedzianej przez Walerego Eliasza.

## Prace naukowe
- Roślinność okolic Leżajska
- Przyczynek do flory krajowej (1871)
- Przyczynek do fauny chrząszczów krajowych (1869)